# Erhard Krack
Erhard Krack (9. januar 1931 i Danzig – 13. december 2000 i Berlin, Tyskland) var en østtysk politiker fra SED.
Krack, der var uddannet installatør, blev medlem af SED i 1951. Han læste senere erhvervsøkonomi. Han blev medlem af Volkskammer, af SED's centralkomité og var en overgang minister i DDR's regering og dermed medlem af Ministerrat. Fra 1974 til 1990 var han overborgmester i Østberlin. Som overborgmester stod han i spidsen for byfornyelsesprojekter først og fremmest i Mitte og Prenzlauer Berg, ligesom udvidelsen af Gendarmenmarkt, Friedrichstraße og Nikolaiviertel også skete i de år. 
Ved kommunalvalget i maj 1989 var Erhard Kreck valgleder i Østberlin. Han medvirkede til at manipulere valgresultatet til SED's fordel. Efter DDR-regimets fald senere samme år afgik han som overborgmester 12. februar 1990 og erstattedes af partifællen Christian Hartenhauer, der sad frem til det første frie valg i Østtyskland, der blev afholdt i april 1990. Krack blev i 1993 idømt ti måneders hæfte for valgfusk. 
Erhard Krack er begravet på en kirkegård i Pankow.